# Kabel Eins Austria

Logo bis zum 22. Juli 2011

Logo von 2005 bis 2008

Kabel Eins Austria (ehem. eigene Schreibweise: kabel eins austria) ist die Österreich-Version des deutschen Privatsenders Kabel Eins. Der Sender ist empfangbar über alle österreichischen Kabelnetze (DVB-C) sowie mittels digitalem Satellitenreceiver (DVB-S). Bei bestimmten Inhalten wird das Kabel-Eins-Programm mit österreichischen Programminhalten überblendet, sodass das Originalprogramm nicht mehr gesehen werden kann.
Neben österreichischem Wetter und täglichen österreichischen Nachrichten (AustriaNews), die mittlerweile eingestellt wurden und nur mehr auf Puls 4, ProSieben Austria und Sat.1 Österreich laufen, wird für Österreich mit dem Kabel Eins Text Austria auch ein eigenständiger Teletext angeboten. Der Teletext bietet Österreich-Wetter sowie österreichische und internationale Sportergebnisse. Zudem werden die deutschen Werbefenster durch österreichische Werbung ersetzt. Der Internet-Auftritt kabeleins.at bietet ein Online-Filmlexikon und ein Serienlexikon.

## Kritik
Da die Überblendungen nicht nur die Werbefenster betreffen, kann zeitweise das deutsche Originalprogramm nicht mehr empfangen werden und die Konsumenten müssen dazu auf analogen Satellitenempfang ausweichen. Dies hat in Österreich bei Kabelkunden eine Vielzahl von Beschwerden nach sich gezogen. Andere Kunden beschweren sich hingegen darüber, dass Inhalte wie Abenteuer Leben oder Achtung Kontrolle für eine österreichische Version des Senders zu sehr Deutschland im Fokus haben.

## Österreich-Sendungen
| Name der Sendung                         | Genre               |
| ---------------------------------------- | ------------------- |
| Café Puls (auf Kabel Eins eingestellt)   | Frühstücksfernsehen |
| Kabel Eins Austria Wetter                | Wettervorhersage    |
| AustriaNews (auf Kabel Eins eingestellt) | Nachrichten         |
| Go! Das Motormagazin                     | Automagazin         |

## Moderatoren

### Aktuelle Moderatoren
| Moderator         | Sendung              |
| ----------------- | -------------------- |
| Ronny Rockenbauer | Go! Das Motormagazin |

### Ehemalige Moderatoren
Es sei zu beachten, dass die Sendungen Austria News und Café Puls noch in anderen österreichischen Privatsendern zu sehen sind, jedoch nicht mehr auf Kabel Eins Austria.
| Moderator           | Sendung               |
| ------------------- | --------------------- |
| Leonie Baumkirchner | Café Puls             |
| Florian Danner      | Café Puls AustriaNews |
| Fabian Kissler      | Café Puls AustriaNews |
| Norbert Oberhauser  | Café Puls             |
| Johanna Setzer      | Café Puls             |
| Andreas Seidl       | Café Puls             |
| Bianca Schwarzjirg  | Café Puls             |
| Christian Stephan   | Café Puls             |

## Kabel Eins HD Austria

Ehemaliges Logo von kabel eins austria HD

Kabel Eins HD Austria (ehem. eigene Schreibweise: kabel eins HD austria) war die hochauflösende Simulcast-Variante von Kabel Eins Austria. Seit 1. März 2017 gibt es von Kabel Eins keine eigenständige hochauflösende Österreich Version mehr, Kabel Eins HD Austria und Kabel Eins HD (Deutschland) sind jetzt ident. Der Sender ist seit September 2011 im „HD Austria“-Paket der Bezahlplattform AustriaSat zu empfangen.